# Dolní Zemplín
Dolní Zemplín (Dolnozemplínský region cestovního ruchu) je slovenský region a region cestovního ruchu. Nachází se na nejzazším jihovýchodě Slovenska, tvoří východní část Košického kraje. Jeho název je odvozen z historického území Zemplín, jehož tvoří v rámci Slovenska níže položenou část. Z historického hlediska se jedná spíše o střední Zemplín (a západní Užsko).
Jako region cestovního ruchu zahrnuje:
- Okres Michalovce kromě města Strážske
- Okres Sobrance
- Okres Trebišov

## Charakteristika
Pro Dolní Zemplín je typická plochá, převážně bezlesá krajina Východoslovenské roviny (severní okraj Velké dunajské nížiny), rámovaná na západě Slanskými a na severovýchodě Vihorlatskými vrchy. Na jihozápadě vystupují ještě Zemplínské vrchy a několik dalších ojedinělých kopců. Určujícím krajinným fenoménem je soutok řek Ondava, Latorica, Laborec a Uh (výsledkem je řeka Bodrog). Zbytky lužních lesů a přirozeně meandrujících toků jsou chráněny v CHKO Latorica.
Nejznámější turistickou destinací Dolního Zemplína je vodní nádrž Zemplínská šírava. Nedaleko v pohoří Vihorlat se nachází jezero Morské oko.
Významné je zde vinařství. Většina oblasti spadá do Východoslovenské vinařské oblasti, na jihozápadě sem zasahuje i proslulá vinařská oblast tokajská.
V jižní části Dolního Zemplína žije významná maďarská menšina (v Kráľovském Chlmci, Veľkých Kapušanech a okolí se jedná o většinu).